# Michael Wittig
Michael Wittig, pseud. Kalel (ur. 8 września 1976 w Riverside, Kalifornia) –  amerykański basista grupy Stars Go Dim, były członek zespołu Pillar, grającego chrześcijański hard rock.
Zanim dołączył do Pillar w 1998 roku, grał w innym chrześcijańskim projekcie o nazwie Godspeed. Po ukończeniu Riverside Polytechnic High School udał się do jednego z college'ów w stanie Oklahoma, gdzie poznał Roba Beckleya, który zakładał wówczas zespół Pillar. Podobnie jak reszta członków grupy jest chrześcijaninem. Po skończeniu trasy For The Love of The Game Fan Tour postanowił opuścić Pillar i zająć się promowaniem młodych chrześcijańskich grup, np. One Minute Halo, czy Stars Go Dim, w której sam obecnie się udziela.
Wraz z żona Stacey oraz dwójką synów (Kaden i Kyler) mieszka w stanie Oklahoma.